# Alurista
Alberto Baltazar Urista Heredia, född 8 augusti 1947, mera känd under sin pseudonym Alurista, är en mexikansk-amerikansk författare.
Alurista föddes i Mexiko men kom som 13-åring till USA. Alurista skriver en uttrycksfull poesi, i där han blandar spanska, engelska och indianspråk. Bland hans verk märks Floricanto en Aztlán ("sång som blommar i Aztlán", 1971) och A'nque ("Även om", 1979).